# گمینا تژبینگا
گمینا تژبینگا (به لهستانی:  Gmina Trzebinia) یک گمینا در لهستان است که در شهرستان خژانوف واقع شده‌است. گمینا تژبینگا ۱۰۵٫۲۲ کیلومتر مربع مساحت و ۳۳٬۹۵۹ نفر جمعیت دارد.